# Parc national de Peneda-Gerês
Le parc national de Peneda-Gerês, créé le 8 mai 1971 et d'une superficie de 72 000 ha, est la plus ancienne aire protégée et le seul parc national du Portugal. 
Il est situé tout au Nord du pays, sur les districts de Braga, Viana do Castelo et Vila Real. Peneda-Gerês a reçu son nom par ses deux principaux massifs granitiques, la Serra da Peneda et la Serra do Gerês qui, avec la Serra Amarela et la Serra do Soajo, constituent les plus hauts sommets du parc. Rencogné contre la frontière espagnole, le parc est modelé par les montagnes, les torrents et les rivières, les gorges et les canyons. La plupart des villages occupent les vallées inférieures, au climat plus doux et au terrain plus accueillant pour les hommes comme pour le bétail. Mais le cœur sauvage du parc se situe en altitude, royaume d'imposantes roches de granite déchiquetées, de landes battues par les vents et de plateaux désertiques parsemés de taches vertes des houx géants.
Le parc de Peneda-Gerês, en partenariat avec le parc national de Baixa Limia-Serra do Xurés (es), fait partie de la réserve de biosphère transfrontalière avec l'Espagne « Gerês - Xurés », reconnue par l'Unesco depuis le 27 mai 2009,. 

## Statuts de protection
- Création le 8 mai 1971 par décret nª187/71 du parc national[6].
- La réserve de Matas de Palheiros - Albergaria est classée réserve biogénétique du Conseil de l'Europe (Naturopa).
- Zone de protection spéciale (ZPS), pour les oiseaux sauvages en date du 23 septembre 1999, de 63 438 ha[7].
- Site d'importance communautaire, Natura 2000 en date du 29 décembre 2004.
- Réserve de biosphère Gerês-Xurés (UNESCO) depuis 2009, avec le parc national espagnol voisin du Baixa Limia-Serra do Xurés[8].

## Géographie
Le parc national de Peneda-Gerês est situé au nord-ouest du Portugal, il forme un arc le long de la frontière espagnole, à cheval entre l'ancienne région du Minho et celle de Trás-os-Montes. S'étendant sur une superficie de 702,9 km2 (dont 220 km2 de propriétés privées) à travers les municipalités de Melgaço, Arcos de Valdevez et Ponte da Barca (dans le district de Viana do Castelo), Terras de Bouro (district de Braga) et Montalegre (district de Vila Real). Le parc occupe trois massifs montagneux, la serra da Peneda jusqu'à la vallée du fleuve Lima, la serra Amarela jusqu'à la vallée de la rivière Homem et enfin la serra do Gerês, qui culmine à 1 548 m (pic da Nevosa). Les autres principaux sommets étant : Louriça (1 361 m), Altar dos Cabrões (1 538 m) Giestoso (1 337 m), Outeiro Alvo (1 314 m), Pedrada (1 416 m), Borrageiro (1 433 m), et Cornos da Fonte Fria (1 456 m).

### Climat
Il est bien difficile de définir le climat de toute la zone occupée par le parc national, tant il est varié en fonction de l'altitude, de l'orientation, des caractéristiques topographiques (gorges, vallées), et de l'occupation humaine (lacs artificiels, plantations). En fait, il y a plusieurs microclimats, variés et parfois à une distance très réduite, avec aussi une autre caractéristique des zones montagneuses, un possible changement radical en un temps très réduit, qui surprend chaque année bon nombre de randonneurs. Toutefois, le climat de la région se caractérise par une grande humidité, les montagnes freinant le passage des masses d'air chaud et humide provenant de l'océan Atlantique, ce qui entraîne des précipitations élevées pratiquement tout au long de l'année. Ce sont même, des plus élevées d'Europe, avec près de 3 000 mm par an à des altitudes élevées et de 1 600 millimètres à des altitudes basses, et plus de 130 jours de pluie ou neige par an. 
Le parc se trouve dans une zone de transition entre les climats atlantique et méditerranéen et est influencé par divers systèmes climatiques: atlantique, méditerranéen et continental. Aussi, la température moyenne annuelle de la région varie entre +17 et +20 °C, les températures maximales quotidiennes moyennes varient de 10 ° C à 21 ° C, avec quelques variations; les hautes terres ont une température moyenne élevée d'environ 11 °C, allant de 4 à 20 °C, c'est l'un des rares endroits au Portugal avec un climat océanique de type Cfb, selon la classification de Köppen, tandis que les zones dans les vallées (Homem, Lima et Cávado) ont des climats plus chauds, avec des températures maximales quotidiennes allant de 12 à 28 °C (avec une moyenne de 20 °C), en transition vers un climat méditerranéen (climat tempéré chaud avec été sec) de type Csb (C:Climat tempéré; s:Saison sèche en été; b:Été tempéré), selon la classification de Köppen.

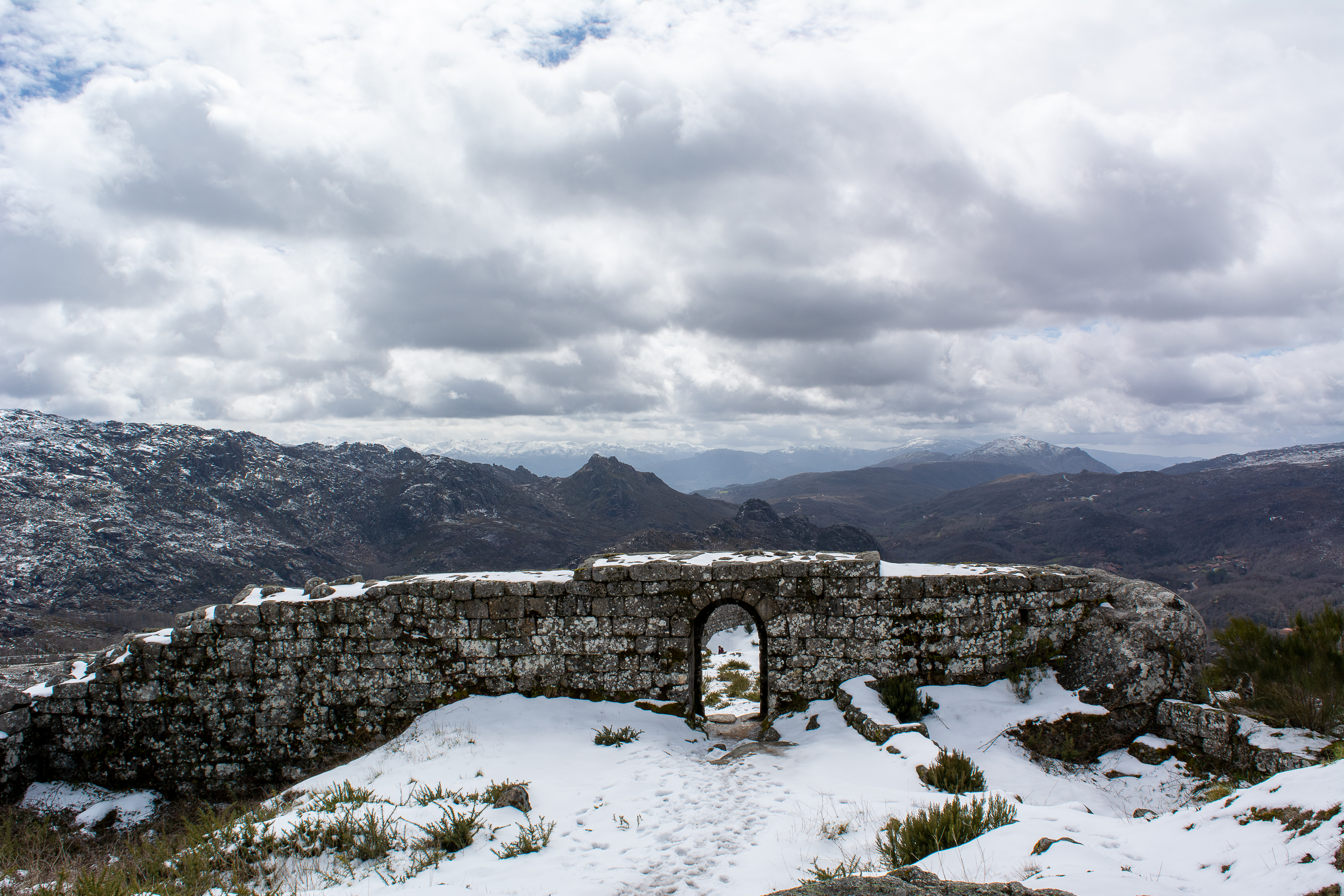
Castro Laboreiro, sous la neige

| Tableau des températures et précipitations de Braga                                                           | Tableau des températures et précipitations de Braga | Tableau des températures et précipitations de Braga | Tableau des températures et précipitations de Braga | Tableau des températures et précipitations de Braga | Tableau des températures et précipitations de Braga | Tableau des températures et précipitations de Braga | Tableau des températures et précipitations de Braga | Tableau des températures et précipitations de Braga | Tableau des températures et précipitations de Braga | Tableau des températures et précipitations de Braga | Tableau des températures et précipitations de Braga | Tableau des températures et précipitations de Braga | Tableau des températures et précipitations de Braga | Tableau des températures et précipitations de Braga |
| Température                                                                                                   | Température                                         | Température                                         | Température                                         | Température                                         | Température                                         | Température                                         | Température                                         | Température                                         | Température                                         | Température                                         | Température                                         | Température                                         | Température                                         | Température                                         |
| Mois | Jan.                                                | Fév.                                                | Mar.                                                | Avr.                                                | Mai.                                                | Jui.                                                | Jui.                                                | Aou.                                                | Sep.                                                | Oct.                                                | Nov.                                                | Déc.                                                |                                                     |                                                     |
| --- | --------------------------------------------------- | --------------------------------------------------- | --------------------------------------------------- | --------------------------------------------------- | --------------------------------------------------- | --------------------------------------------------- | --------------------------------------------------- | --------------------------------------------------- | --------------------------------------------------- | --------------------------------------------------- | --------------------------------------------------- | --------------------------------------------------- | --------------------------------------------------- | --------------------------------------------------- |
| Température maxi. moy. de Braga (°C)                                                                          | 13,4                                                | 14,5                                                | 16,9                                                | 17,9                                                | 20,4                                                | 24,6                                                | 27,5                                                | 27,5                                                | 25,4                                                | 20,7                                                | 16,6                                                | 14,3                                                |                                                     |                                                     |
| Température mini. moy. de Braga (°C)                                                                          | 4,1                                                 | 5,1                                                 | 6,1                                                 | 7,3                                                 | 9,7                                                 | 12,5                                                | 14,3                                                | 13,7                                                | 12,5                                                | 9,9                                                 | 7,0                                                 | 5,7                                                 |                                                     |                                                     |
| Précipitations                                                                                                |                                                     |                                                     |                                                     |                                                     |                                                     |                                                     |                                                     |                                                     |                                                     |                                                     |                                                     |                                                     |                                                     |                                                     |
| Total de Braga (mm)                                                                                           | 192,7                                               | 161,0                                               | 102,3                                               | 122,5                                               | 118,5                                               | 62,2                                                | 24,1                                                | 29,8                                                | 79,0                                                | 166,8                                               | 175,4                                               | 231,4                                               |                                                     |                                                     |
| Précipitations annuelles: 1 465 mm, Temp. max. annuelles moyennes: 20 °C, Temp. min. annuelles moyennes: 9 °C |                                                     |                                                     |                                                     |                                                     |                                                     |                                                     |                                                     |                                                     |                                                     |                                                     |                                                     |                                                     |                                                     |                                                     |
| Sources: IPMA et World Meteorological Organization                                                            |                                                     |                                                     |                                                     |                                                     |                                                     |                                                     |                                                     |                                                     |                                                     |                                                     |                                                     |                                                     |                                                     |                                                     |

### Hydrographie
Un seul grand fleuve traverse le parc le Lima. Un autre le longe, le Cávado, mais nombreuses sont les rivières qui naissent dans l'enceinte du parc, comme par exemple la rivière Homem, ou le Laboreiro respectivement affluents du Cávado et du Lima.

## Patrimoine naturel
Le parc national de Peneda-Gerês est l'un des derniers sanctuaires de la flore autochtone, avec deux espèces endémiques : iris à barbe jaune, narcisse trompette. En ce qui concerne la faune, le parc compte 235 espèces de vertébrés (le chevreuil est l'emblème du parc), 204 sont protégées, et 71 sont en voie de disparition comme, le bouquetin ibérique, (disparu du territoire portugais, les premiers individus sont revenus du parc espagnol contigu, vers l’année 2000, on en comptait une centaine en 2011), et le loup ibérique.  

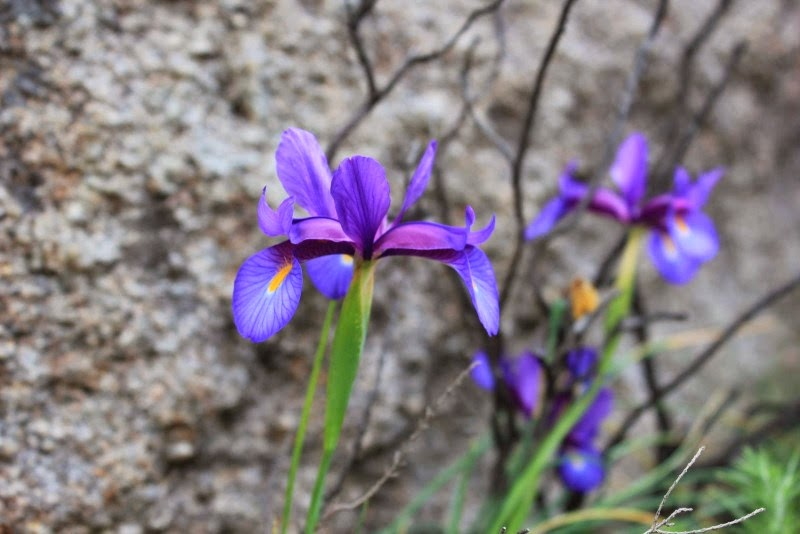
Iris boissieri ou à barbe jaune.
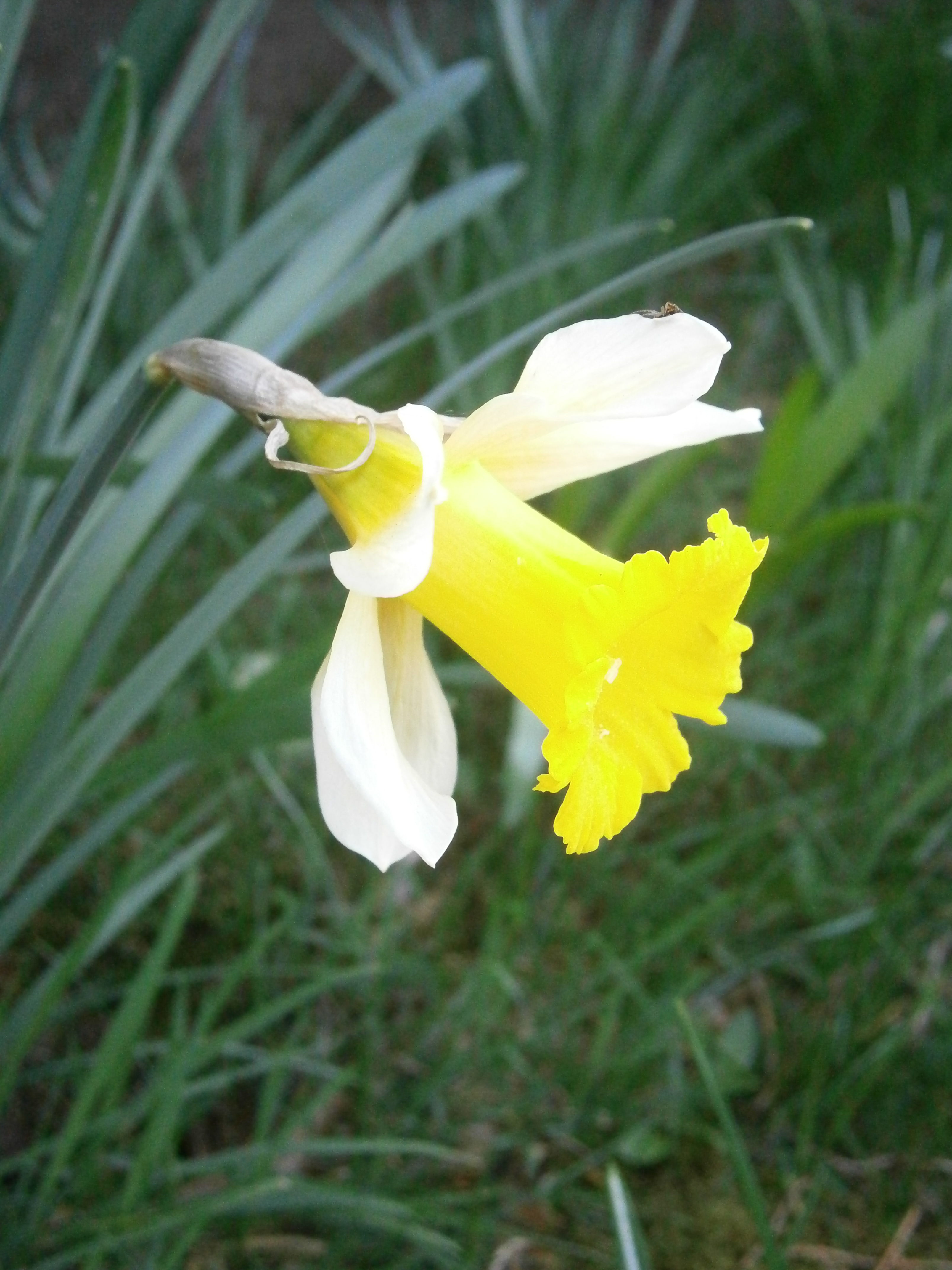
Narcissus pseudonarcissus subsp. nobilis ou Narcisse trompette.
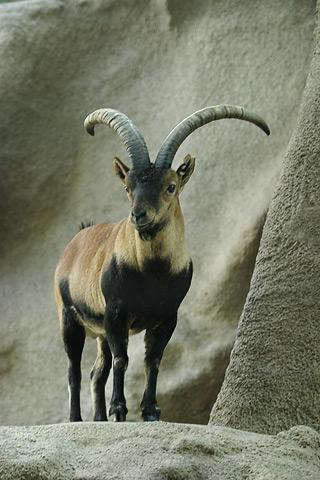
Bouquetin ibérique.
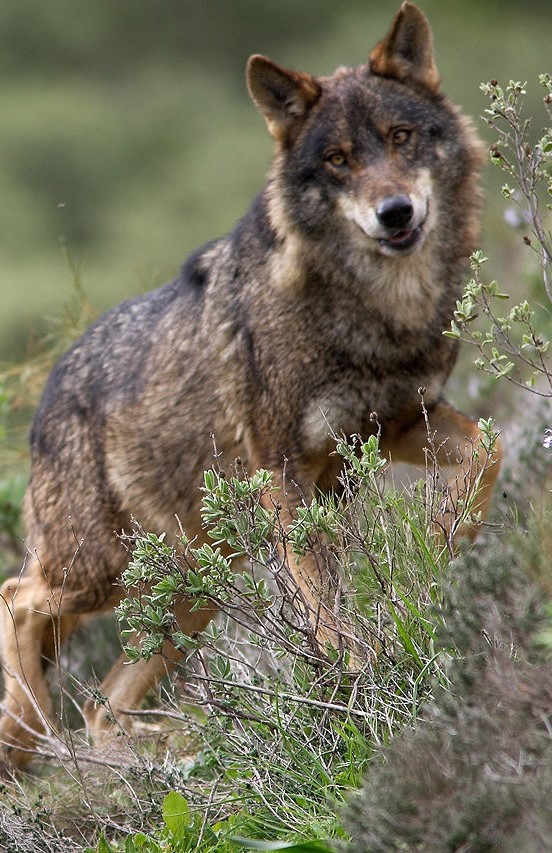
Loup ibérique.
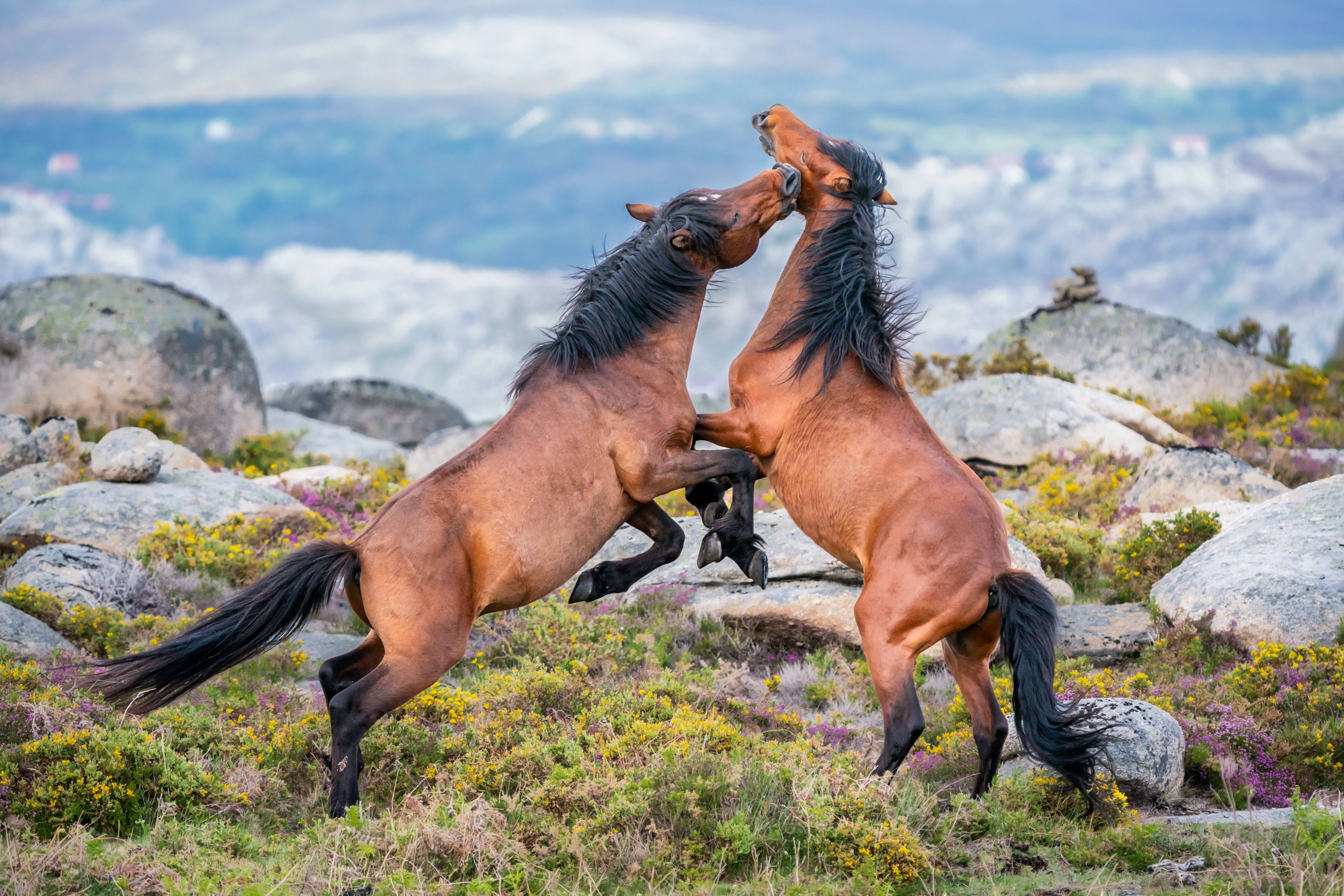
Chevaux Garranos.
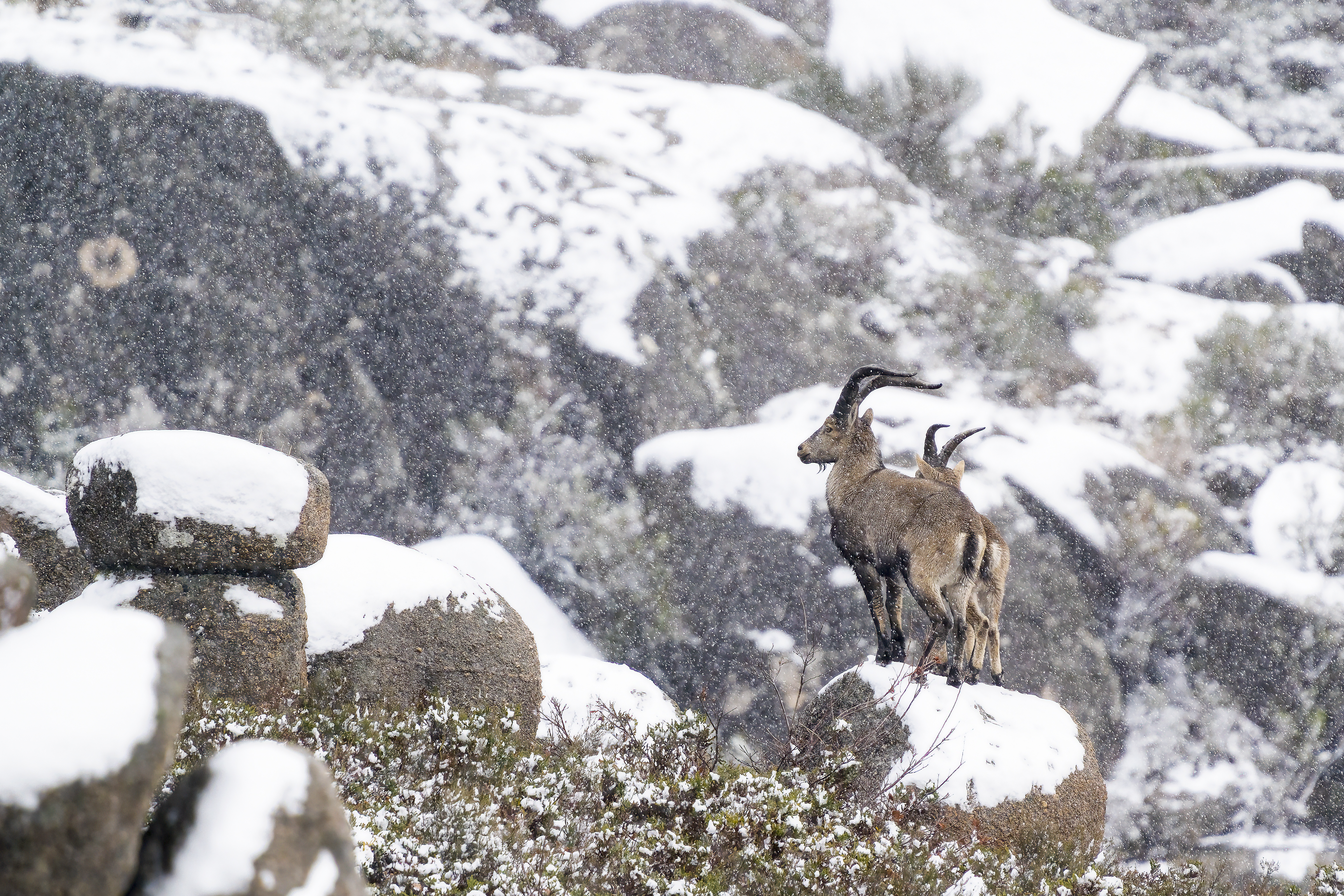
Bouquetins ibériques sous la neige dans le parc. Janvier 2021.

En danger d'extinction, ces 40 loups ibériques partagent ce territoire avec quelque 11 000 habitants, répartis sur plus de 80 villages ou hameaux - fondés bien avant 1971 et la naissance du parcLe parc doit relever un défi majeur : protéger la nature sans léser la population humaine.[Comment ?]. Le parc abrite également des espèces endémiques à la péninsule ibérique, notamment le desman des Pyrénées, la grenouille ibérique ou la salamandre portugaise. On trouve également des loutres, des martres des pins, des chats sauvages européens et des écureuils roux. Des poneys Garrano vivent ici à l'état sauvage. Les eaux du parc regorgent de diverses espèces, souvent appelées « Rios truteiros » (rivières à truites) pour l’abondance de la truite. Bien que les stocks aient diminué, les populations de saumons continuent de frayer dans les rivières du parc.
Soumis à l'influence de trois types de climat, le parc offre une grande variété d'habitats naturels avec de superbes paysages, il est particulièrement connu pour ses cascades (il y pleut plus de cent jours par an), ses gorges abruptes, et les nombreux lacs artificiels.

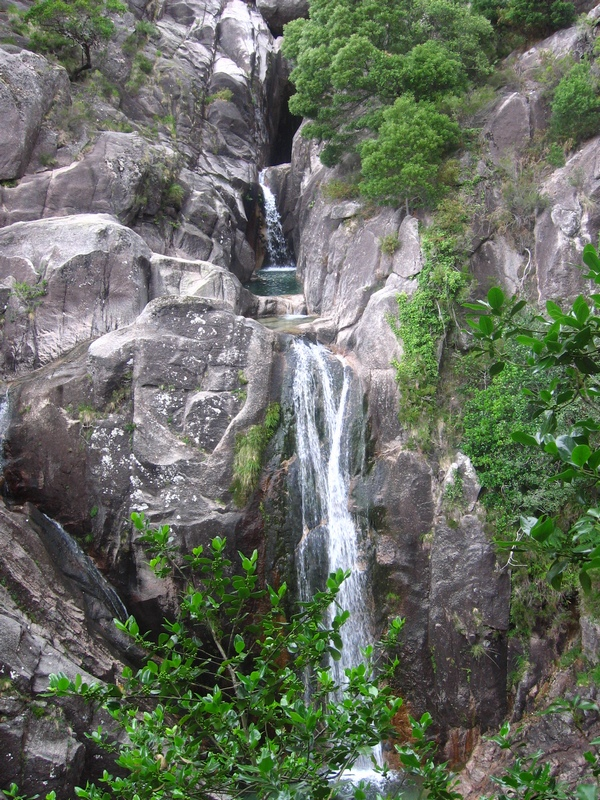
Cascade de la rivière Arado
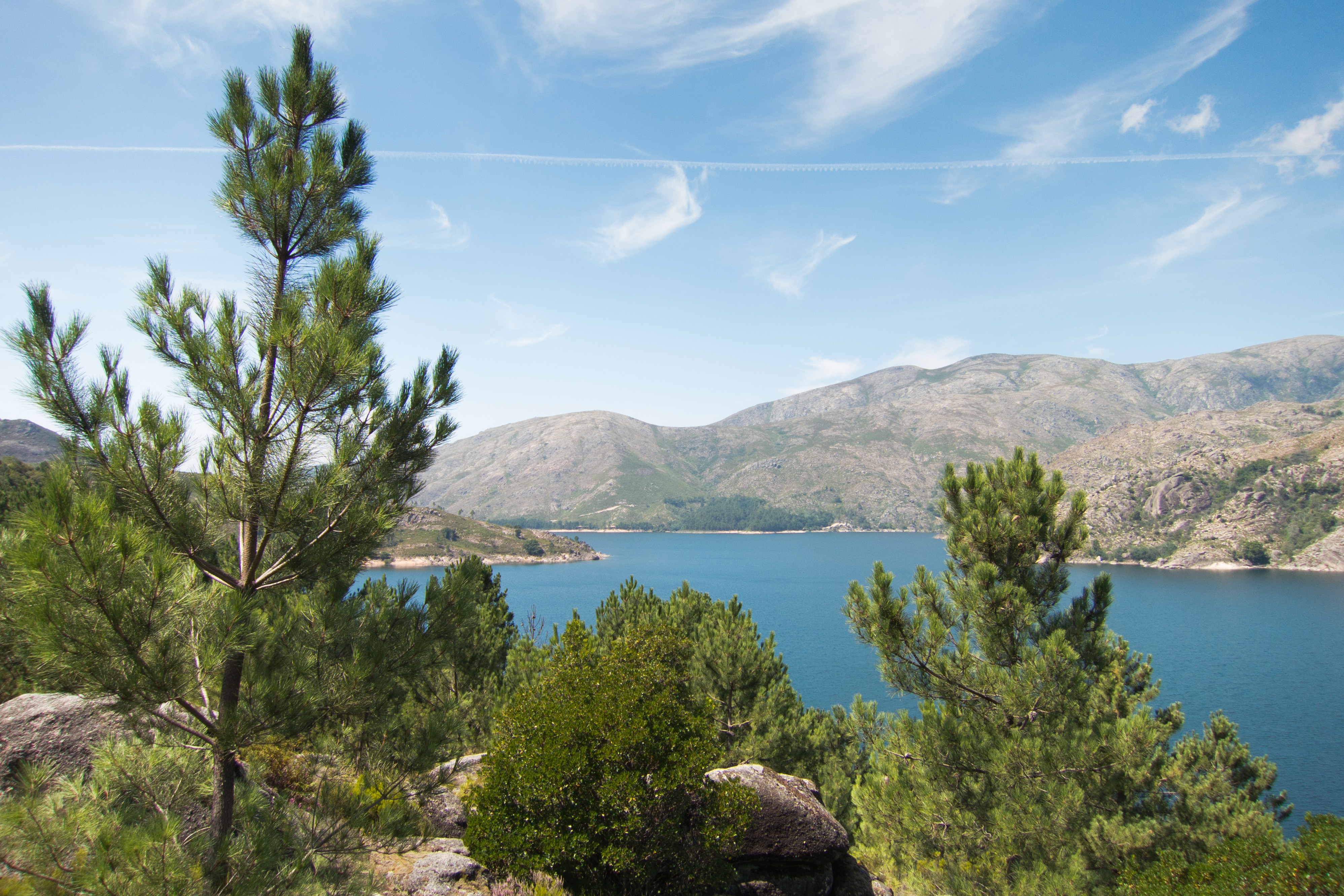
Lac artificiel de la rivière Homem
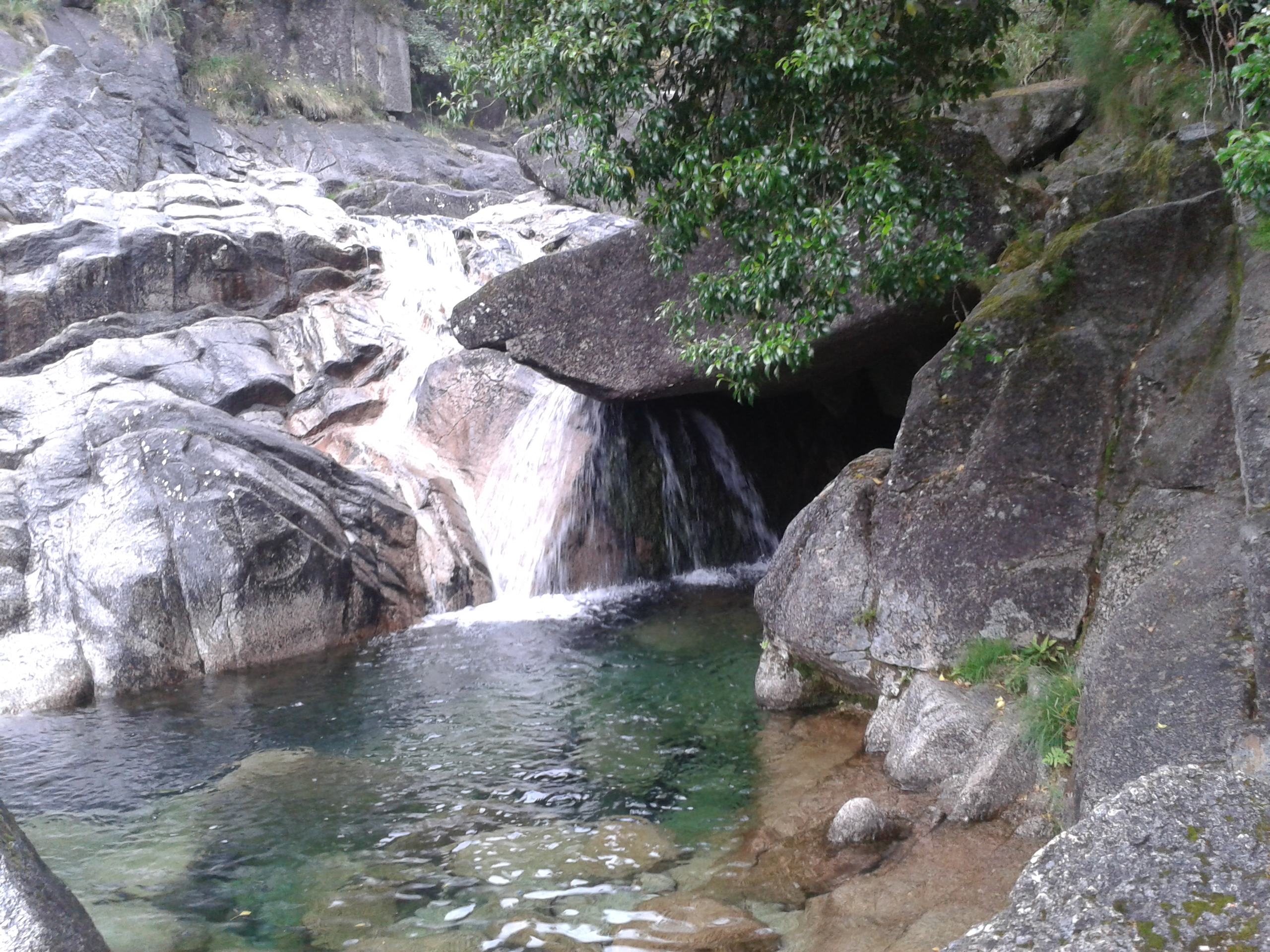
Cascade de la rivière Homem
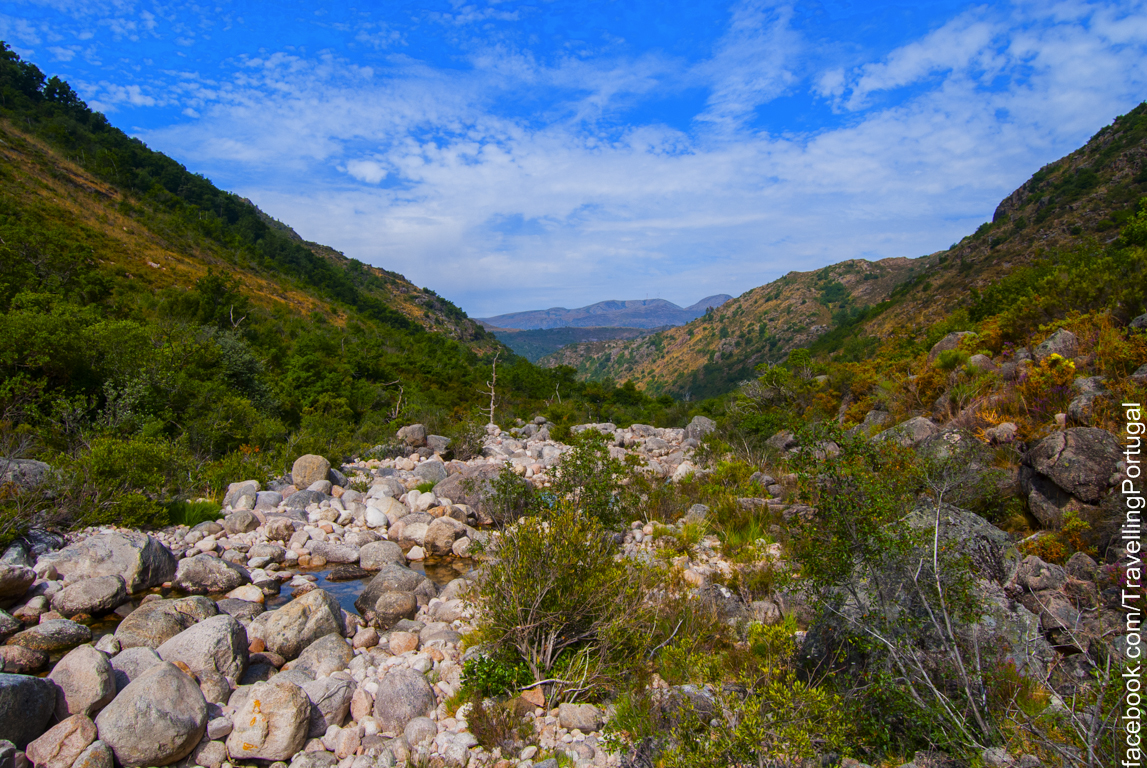
Rivière Homem

## Patrimoine culturel
La lande se constelle de dolmens gigantesques. Une voie romaine la Geira ou la Via Nova traverse le parc, elle fut construite en 79 - 80 sous les empereurs Vespasien et Titus, par le légat C. Calpetanus Rantius Quirinalis Valerius Festus. 
Des bornes milliaires étaient disposés à chaque mille romain, cette route est celle qui en conserve le plus grand nombre de toute l'Europe (281 ), la plupart, au sein du parc national, in situ. Des châteaux du Moyen Âge sont juchés sur des pics rocheux. À flanc de colline, dans les champs en terrasses soigneuses, poussent le maïs et le seigle depuis des siècles. Pour preuve, les concentrations d'espigueiros (séchoir à épis, sur pilotis, pour les protéger des rats) des villages de Soajo et Lindoso, héritage du néolithique. Tapissé de lichens et polis par les pluies, nombre de ces villages bâtis avec la pierre locale se fondent si bien dans le paysage qu'on les croirait, naturellement, sortis de terre .

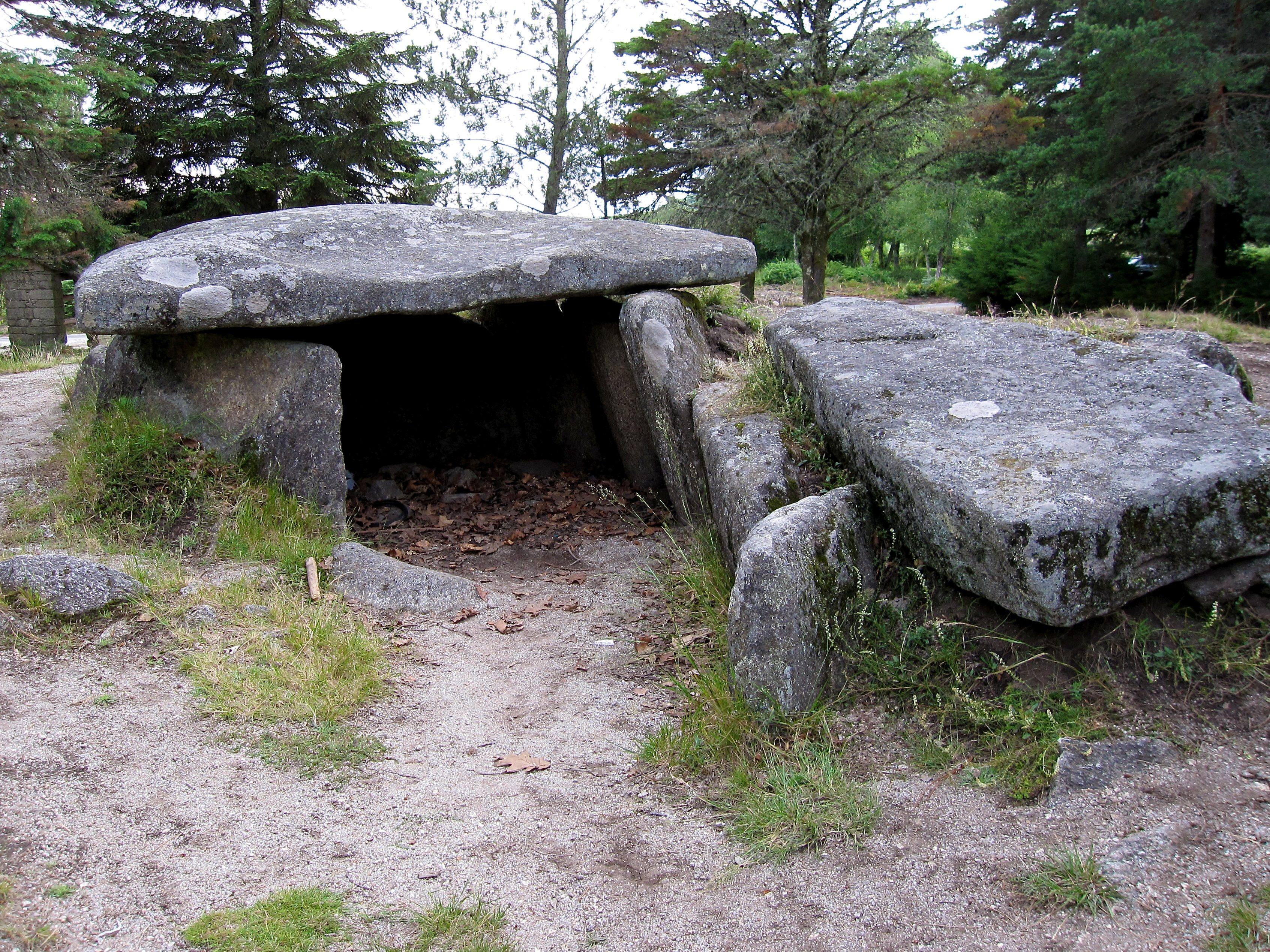
Dolmen do Mezio
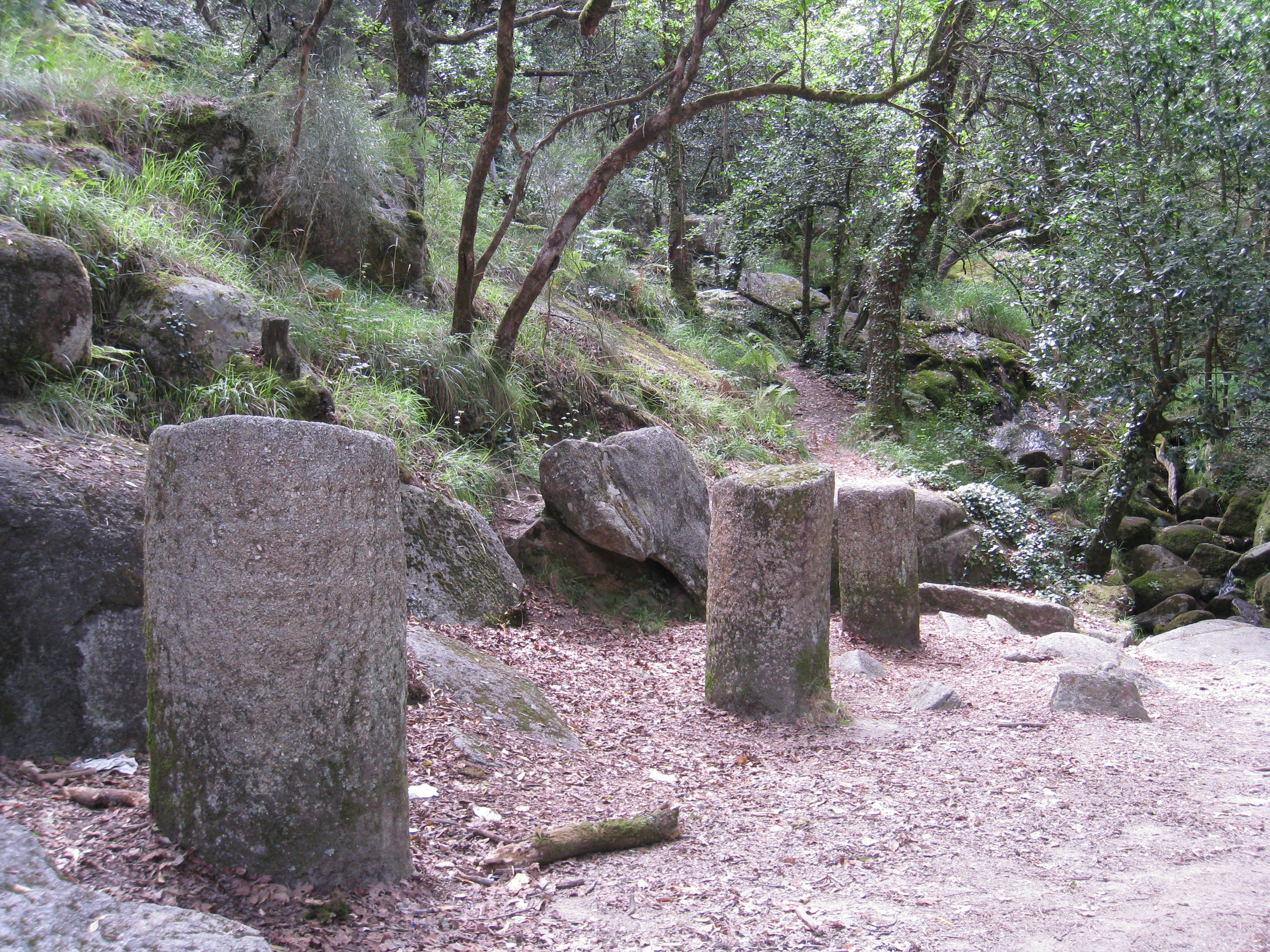
Voie romaine
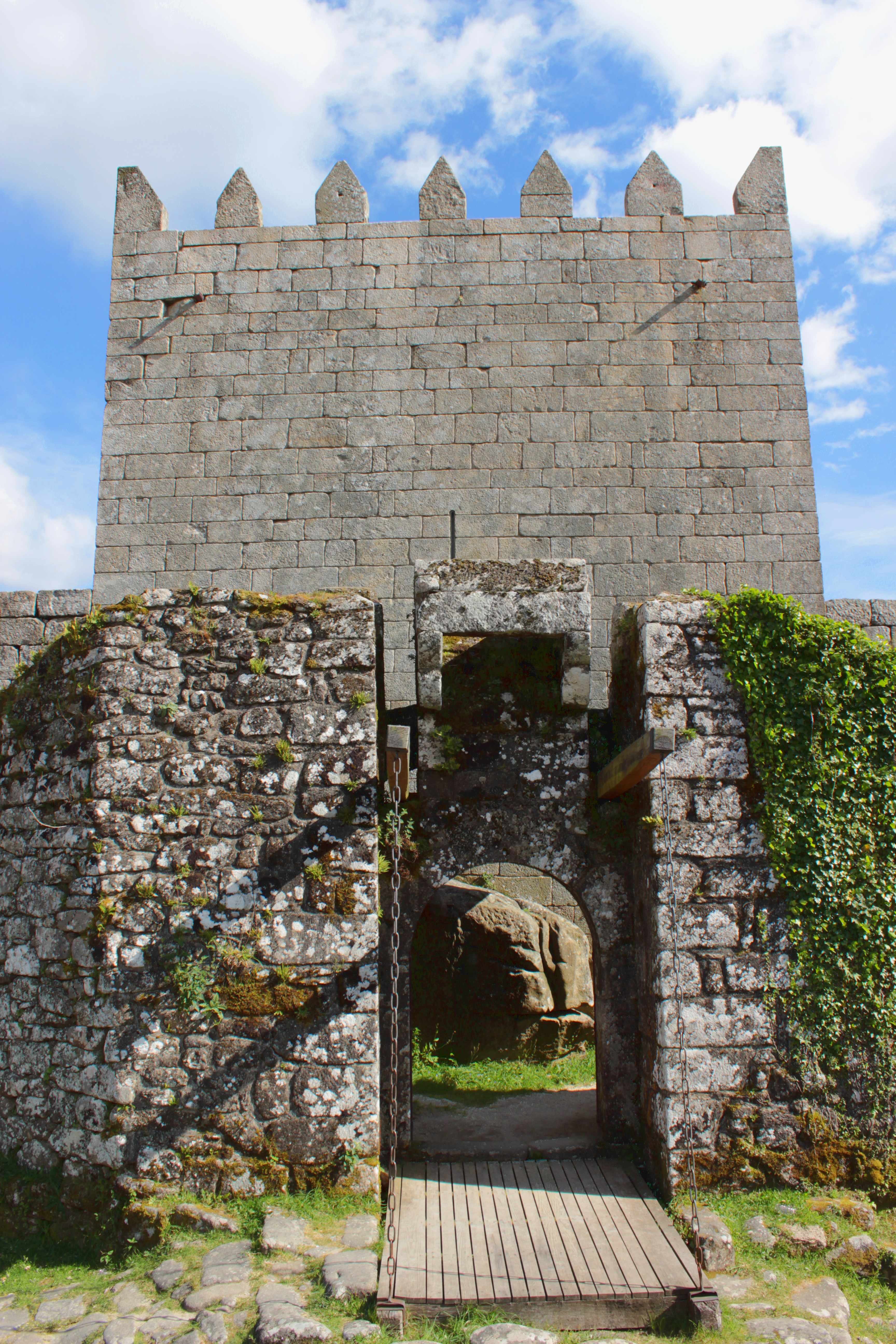
Fort de Lindoso
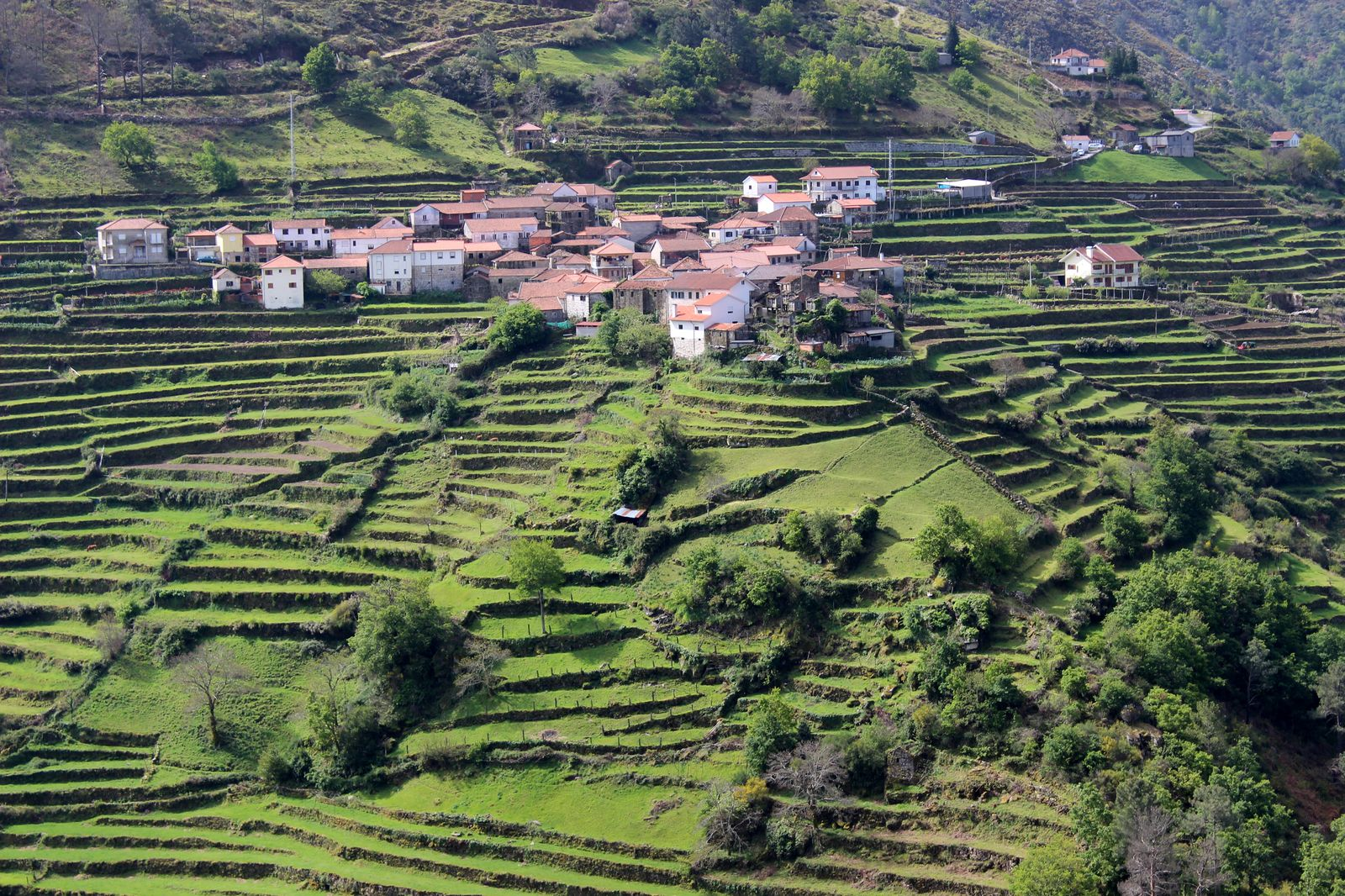
Champs en terrasses de Sistelo
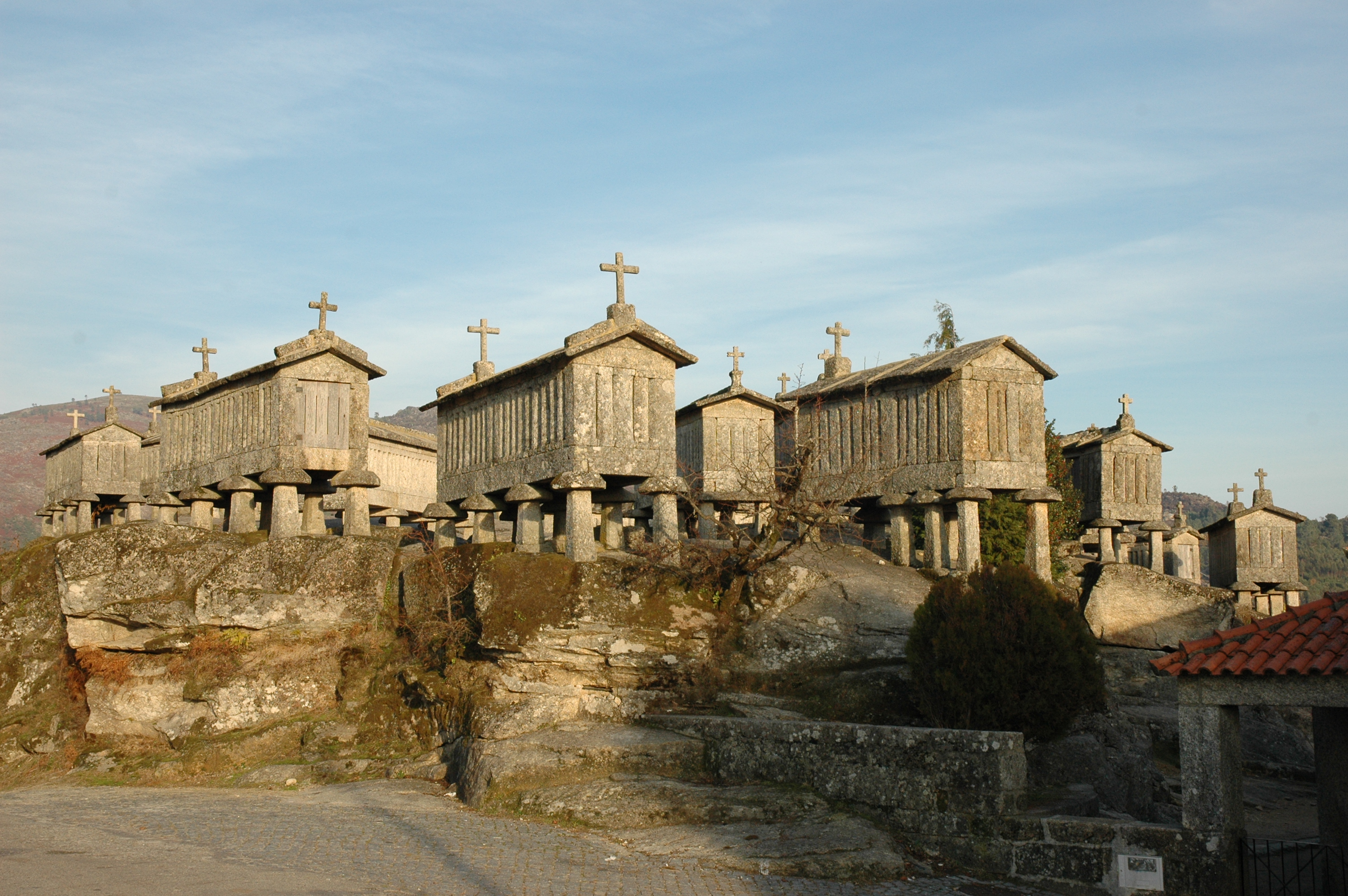
Espigueiros de Soajo
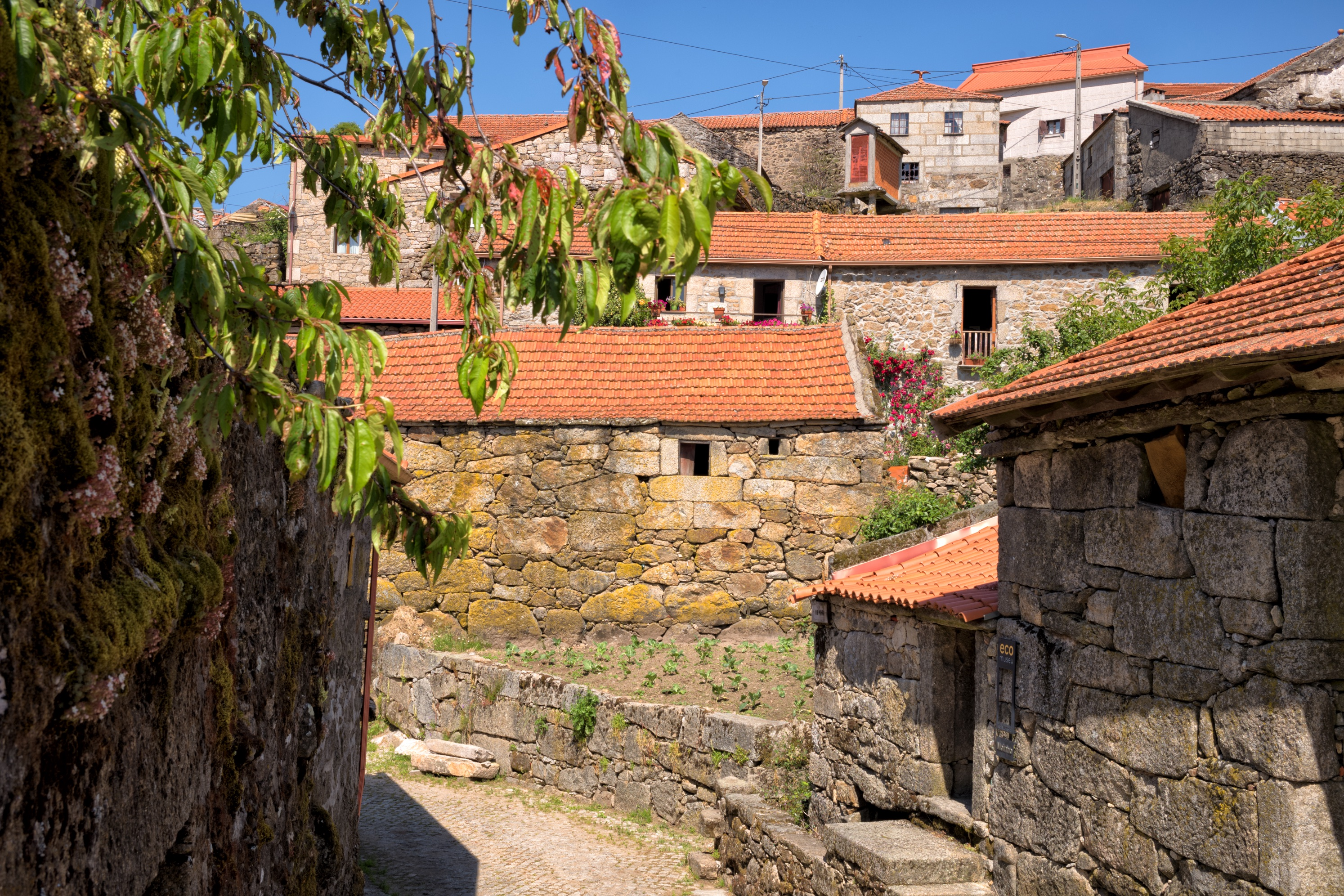
Pitões das Júnias

## Menaces
Le parc abrite environ 9 000 personnes dispersées dans de petits villages. 
Ces dernières décennies, la construction de résidences secondaires et de barrages hydro-électriques au sein même du parc a quelque peu mis à mal cette harmonie entre le paysage et l'histoire, entre la nature sauvage et la civilisation - tout comme l'une des plus grandes fermes éoliennes d'Europe, juste au-delà de la limite occidentale du parc. La question de l'introduction de la modernité dans ce havre naturel peut alors être soulevée.